# Alive (1993)
Alive (bra: Vivos) é um filme estadunidense de 1993 do gênero drama, baseado no livro de 1974 escrito por Piers Paul Read, Alive: The Story of the Andes Survivors, que detalha o acidente aéreo que envolveu uma equipe uruguaia de rugby durante o vôo 571 da Força Aérea do Uruguai nas montanhas dos Andes ocorrido em 13 de outubro de 1972.
Tendo como locação as Montanhas Purcell, na Colúmbia Britânica, Canadá, o filme foi dirigido por Frank Marshall, escrito por John Patrick Shanley e narrado por John Malkovich. Apresenta um elenco que inclui Ethan Hawke, Josh Hamilton, Vincent Spano, Bruce Ramsay, John Haymes Newton, Illeana Douglas e Danny Nucci. Um dos sobreviventes do desastre, Nando Parrado (interpretado por Hawke no filme), atuou como consultor técnico do filme.

## Enredo
O filme abre com várias fotografias do Colégio Stella Maris, de Montevidéu, que mostram vários atletas da equipe de rugby uruguaia Old Christians. Carlitos Páez cita o nome dos jogadores nas fotos e reflete sobre o acidente em um breve monólogo.
A história então volta para o ano de 1972, onde o vôo 571 da Força Aérea do Uruguai sobrevoa os Andes em 13 de outubro daquele ano. Os estridentes jogadores de rugby e alguns de seus parentes e amigos viajam ansiosamente para uma partida no Chile.
Ao emergir das nuvens, o avião enfrenta uma forte turbulência e colide com uma montanha. As asas e a cauda são separadas da fuselagem, que desliza pela encosta de uma montanha antes de parar. Seis passageiros e um comissário de bordo são expulsos do avião e morrem. Antonio, o capitão da equipe, coordena os esforços para ajudar os feridos. Roberto Canessa e Gustavo Zerbino, ambos estudantes de medicina, ajudam os feridos. Outros seis passageiros logo morrem, incluindo os dois pilotos e a mãe de Nando, Eugenia. Nando, que sofreu um ferimento na cabeça, entra em coma, enquanto sua irmã Susana sofre de hemorragia.
Enquanto o sol se põe, os sobreviventes se preparam para enfrentar a noite fria. Vanessa descobre que as capas dos bancos podem ser descompactadas e usadas como cobertores. Os sobreviventes entram na fuselagem e se enrolam um ao lado do outro para se aquecer. Antonio, Roy Harley e Rafael Cano fecham o buraco no final da fuselagem com as bagagens para evitar o vento gelado; naquela noite, mais dois passageiros morrem. Sem nada para caçar ou consumir na montanha, Antonio decide que o grupo deve racionar uma lata de chocolate e uma caixa de vinho encontradas em meio à fuselagem. Depois de ver um avião passando, o grupo passa a crer que a aeronave os viu e buscará ajuda após ver que o avião "abanou" as asas, fazendo os crer que eles foram vistos. Esperando serem resgatados no dia seguinte, todos, exceto Javier, sua esposa Liliana e Antonio, comem os chocolates restantes. Isso causa uma briga entre Antonio e vários outros.
Nando recupera a consciência. Depois de saber da morte de sua mãe, Nando vigia Susana, que encontra-se cada vez mais fraca. Sabendo que ela morrerá de seus ferimentos dentro de alguns dias, ele promete partir a pé e encontrar uma saída das montanhas. Quando Carlitos o lembra que ele precisará de comida, Nando sugere comer a carne dos pilotos falecidos para lhe dar forças para sobreviver à jornada e encontrar ajuda; Susana sucumbe aos seus ferimentos e morre. Os sobreviventes encontram um rádio em meio às malas e ligam o aparelho para saber informações sobre as buscas, mas ficam arrasados ao ouvirem que o socorro havia sido interrompido após nove dias de procura.
Após um grande debate, os passageiros famintos decidem comer a carne de seus parentes e amigos mortos. Zerbino, Rafael e Juan Martino partem para procurar a cauda do avião na esperança de encontrar baterias para o rádio do avião e, assim, transmitir sua localização. Durante o caminho, os companheiros de equipe encontram mais cadáveres e retornam ao grupo com a notícia de que a cauda do avião provavelmente está um pouco mais distante. No final da semana, durante o descanso do grupo à noite, uma avalanche atinge o avião e enche grande parte do interior da fuselagem com neve. Oito dos sobreviventes são sufocados pela neve ou morrem congelados. Uma segunda equipe, composta por Nando, Canessa e Antonio "Tintin" Vizintin, sai e finalmente encontra a cauda do avião. Incapaz de levar as baterias para a fuselagem, eles retornam à fuselagem para buscar Roy, que acredita-se ter experiência com equipamentos elétricos. Eles o trazem para a cauda do avião para ver se ele pode consertar o rádio. Quando Roy não consegue, a equipe retorna à fuselagem.
Federico e Alberto morrem devido aos ferimentos, assim como Rafael, levando Nando a convencer o relutante Canessa a procurar uma saída em meio às montanhas, levando Tintin com eles. Dois dias depois, eles mandam Tintin de volta à fuselagem para que possam melhor procurar por ajuda. Após uma jornada de doze dias, Nando e Canessa escapam das montanhas e alertam as autoridades sobre a localização de seus companheiros. Quando os helicópteros pousam na montanha, os catorze sobreviventes restantes comemoram.
No presente, Carlitos descreve como os sobreviventes mais tarde retornaram ao local do acidente e enterraram os cadáveres sob uma pilha de pedras, marcadas com uma cruz de ferro. O filme se encerra fazendo sua dedicatória aos vinte e nove mortos e dezesseis sobreviventes do acidente, enquanto mostra a cruz em meio às montanhas onde os corpos foram enterrados.[carece de fontes?]

## Elenco
Os nomes das pessoas que morreram no acidente foram alterados no filme. Havia três exceções principais: Eugenia e Susana Parrado (mãe e irmã de Nando Parrado, respectivamente), e Liliana Methol (esposa de Javier Methol).

### Sobreviventes
- Ethan Hawke como Nando Parrado
- Josh Hamilton como Roberto Canessa
- John Haymes Newton como Antonio "Tintin" Vizintin
- Bruce Ramsay como Carlitos Páez
- David Kriegel como Gustavo Zerbino
- Jack Noseworthy como Roberto "Bobby" Francois
- Kevin Breznahan como Roy Harley
- David Cubitt como Adolfo "Fito" Strauch
- Gian DiDonna como Eduardo Strauch
- John Cassini como Daniel Fernandez
- Richard Ian Cox como Ramon "Moncho" Sabella
- Nuno Antunes como Alvaro Mangino
- Gordon Currie como Jose Luis "Coche" Inciarte
- Sam Behrens como Javier Methol
- Michael Tayles como Alfredo "Pancho" Delgado
- Steven Shayler como Jose Pedro Algorta

### Mortos
- Michael Sicoly como Col. Julio Ferrádas, Piloto
- Jerry Wasserman como Lt. Colonel Dante Lagurara, Co-Piloto
- Tony Morelli como Lt. Ramón Martínez, Navegador
- José Zúñiga como Sgt. Carlos "Fraga" Roque, Mecanico
- Frank Pellegrino como Sgt. Ovidio Joaquín Ramírez, Comissário de bordo
- Illeana Douglas como Liliana Methol
- Ele Keats como Susana Parrado
- Jan D'Arcy como Eugenia Parrado
- Danny Nucci como Hugo Diaz (baseado em Daniel Maspons)
- Vincent Spano como Antonio Balbi (baseado em Marcelo Pérez)
- Michael DeLorenzo como Rafael Cano (baseado em Numa Turcatti)
- Josh Lucas como Felipe Restano (baseado em Felipe Maquirriain)
- Chad Willett como Pablo Montero (baseado em Enrique Platero)
- Michael Woolson como Juan Martino (baseado em Juan Carlos Menéndez)
- Diana Barrington como Mrs. Alfonsin (baseado em Graciela Mariani)
- Christian Meoli como Federico Aranda (baseado em Rafael Echavarren)
- Jake Carpenter como Alberto Antuna (baseado em Arturo Nogueira)
- Silvio Pollio como Álex Morales (baseado em Fernándo Vázquez)
- Jason Gaffney como Victor Bolarich (baseado em Gustavo Nicolich)
- Seth James Arnett como Tomas Alonso (baseado em  Carlos Valeta)
- Patrick Ramano como Jorge Armas (baseado em Diego Storm)
- Aurelio Dinunzio como Dr. Solana (baseado em Dr. Francisco Nicola)
- Fiona Roeske como Mrs. Solana (baseado em Esther Nicola)

## Recepção
O agregador de críticas Rotten Tomatoes relata que 59% dos 27 críticos pesquisados deram uma crítica positiva ao filme; a classificação média é 6.17/10.
O crítico David Ansen, da Newsweek, disse que, enquanto "o aclamado livro de Piers Paul Read prestou atenção especial à estrutura social que evoluiu entre o grupo, Marshall minimiza os fascinantes detalhes sociológicos - e as ambiguidades de caráter - em favor da ação, heroísmo e uma vaga religiosidade espalhada sobre a história".
Outros especialistas críticos elogiaram a natureza diplomática do filme. O crítico Ray Green afirmou que "apesar do potencial sensacionalismo, Marshall consegue manter a dignidade dele e do filme, orientando um caminho efetivamente desanimador através de alguns acontecimentos sombrios [...]". Green também disse: "emocionante e cativante às vezes, Alive é mais que um filme de ação - à sua maneira, também é um drama de ideias e também do espírito humano".
Roger Ebert escreveu: "Há algumas histórias que você simplesmente não pode contar. A história dos sobreviventes dos Andes pode ser uma delas". Ele também questionou o realismo de quão normal o corpo dos atores parecia depois de retratar dois meses de quase fome.